# درکا گریلوس
دُرکا گریلوس (مجاری: Dorka Gryllus؛ زادهٔ ۲۶ دسامبر ۱۹۷۲) بازیگر اهل مجارستان است.
از فیلم‌ها یا برنامه‌های تلویزیونی که وی در آن نقش داشته‌است، می‌توان به روح آشپزخانه و هم‌طلاقان اشاره کرد.